# Izecksohniella aimore
Izecksohniella aimore är en insektsart som beskrevs av De Mello 1993. Izecksohniella aimore ingår i släktet Izecksohniella och familjen syrsor. Inga underarter finns listade i Catalogue of Life.